# Ali Abdriezakow
Ali Kasimowicz Abdriezakow (ros. Али Касимович Абдрезаков; ur. 8 grudnia?/21 grudnia 1912 we wsi Starotimoszkino (obecnie w obwodzie uljanowskim), zm. 12 maja 1992 w Celinnoje) – radziecki wojskowy narodowości tatarskiej, sierżant, Bohater Związku Radzieckiego (1944).

## Życiorys
Urodził się w tatarskiej rodzinie chłopskiej. W 1935 ukończył technikum rolnicze, pracował jako felczer weterynaryjny w sowchozie w obwodzie czytyjskim, od czerwca 1941 służył w Armii Czerwonej. Od listopada 1942 uczestniczył w wojnie z Niemcami, w 1943 został członkiem WKP(b), był dowódcą oddziału 614 samodzielnego batalionu saperów 333 Dywizji Strzeleckiej w składzie 6 Armii 3 Frontu Ukraińskiego w stopniu sierżanta. W nocy na 26 listopada 1943 w rejonie wsi Kaniwśke w rejonie zaporoskim na czele swojego oddziału forsował Dniepr, niszcząc stanowisko moździerzowe wroga na lewej flance. Otrzymał za to tytuł Bohatera Związku Radzieckiego. Po wojnie został zdemobilizowany, pracował jako zootechnik w Celinnoje.

## Odznaczenia
- Złota Gwiazda Bohatera Związku Radzieckiego (22 lutego 1944)
- Order Lenina (22 lutego 1944)
- Order Wojny Ojczyźnianej I klasy (11 marca 1985)
- Order Czerwonej Gwiazdy (28 sierpnia 1943)

I medale.